# Elba de Pádua Lima
Elba de Pádua Lima, genannt Tim, (* 20. Februar 1915 in Rifaina, SP; † 7. Juli 1984 in Rio de Janeiro) war ein brasilianischer Fußballspieler und -trainer.
Als Spieler gewann er mit Fluminense FC Ende der 1930er- und Anfang der 1940er-Jahre fünf Staatsmeisterschaften von Rio de Janeiro. Zudem wurde er mit der Nationalmannschaft Zweiter bei der Copa América von 1942 und jeweils Dritter bei der Südamerikameisterschaft von 1937 und der Weltmeisterschaft von 1938. 
Bei seiner anschließenden von 1947 bis 1983 reichenden Trainerkarriere saß er unter anderem bei allen der sechs erfolgreichsten Vereine von Rio de Janeiro auf der Bank und gewann 1964 bzw. 1970 Staatsmeisterschaften mit Fluminense und dem CR Vasco da Gama. 1968 wurde er mit CA San Lorenzo de Almagro Meister von Argentinien. Beim Bangu AC wird sein Gewinn  bei der International Soccer League 1960 in den USA gegen teils prominente europäische Konkurrenz immer noch hoch eingeschätzt.

## Karriere
Tim startete seine Laufbahn beim Botafogo FC (SP) aus Ribeirão Preto einer Stadt im Hinterland von São Paulo. Er wechselte mehrmals den Verein. Für den Fluminense FC in Rio de Janeiro erzielte er in 226 Spielen 71 Tore und gewann die Staatsmeisterschaften der Jahre 1936, 1937, 1938, 1940 und 1941.
Zwischen 1936 und 1944 kam er auch zu 16 Einsätzen in der brasilianischen Nationalmannschaft, für die er ein Tor erzielte. Dabei nahm er an den Südamerikanischen Meisterschaften von 1937 und 1942 teil. 1937 unterlag er mit Brasilien im Entscheidungsspiel im Gasómetro von Buenos Aires mit 0:2. Bei der  zweiten Teilnahme wurde Brasilien Dritter, wie auch bei der Weltmeisterschaft 1938 in Italien, wo er an der Seiten von „Gummimann“ Leônidas da Silva beim 2:1 Viertelfinalsieg im Wiederholungsspiel gegen die Tschechoslowakei dabei war.
Zwischen 1947 und 1951 wirkte er beim Olaria AC im Norden von Rio de Janeiro, bei seinem Ursprungsverein Botafogo und den Atlético Junior im kolumbianischen Barranquilla als Spielertrainer.
Er betreute weitere brasilianische Klubs, vor allem in Rio de Janeiro, wo er zunächst kurz bei Fluminense und danach häufig beim Bangu AC im Westen der Stadt auf der Bank saß, mit dem er 1960 in den USA die International Soccer League gewann. Von 1964 bis 1967 war er erneut bei Fluminense, wo er noch 1964 mit einem 3:1-Finalsieg über Bangu die Staatsmeisterschaft von 1964 gewann. Bekanntester Spieler von Fluminense war dabei Carlos Alberto Torres, Kapitän der brasilianischen Weltmeistermannschaft von 1970. 
Beim zweiten Auslandsaufenthalt in seiner Karriere gewann Tim 1968 mit dem CA San Lorenzo de Almagro aus Buenos Aires die argentinische Meisterschaft. 
Nach seiner Rückkehr gewann er 1970, diesmal mit dem CR Vasco da Gama, erneut die Staatsmeisterschaft von Rio de Janeiro. In den 1970er Jahren war er auch dreimal Trainer beim Coritiba FC, einem Spitzenklub aus der Hauptstadt des Staates Paraná im Süden Brasiliens. Dort saß er insgesamt 126 auf der Bank, was ihn dort zu dem Trainer mit den drittmeisten Spielen hinter dem Uruguayer Felix Magno (196) und Dirceu Krüger (184) machte.
1981 qualifizierte er sich  mit Peru für die Fußball-Weltmeisterschaft 1982. In einer Dreiergruppe blieb Peru dabei vor der favorisierten Mannschaft von Uruguay und vor Kolumbien. Bei der Endrunde in Spanien erreichte Peru ein 1:1-Unentschieden gegen den späteren Weltmeister, schied allerdings nach einem 0:0 gegen Kamerun und einer 1:5-Niederlage gegen Polen nach der Vorrunde aus.

## Erfolge

### Als Spieler
Fluminense
- Staatsmeisterschaft von Rio de Janeiro: 1936, 1937, 1938, 1940, 1941

### Als Trainer
Fluminense
- Staatsmeisterschaft von Rio de Janeiro: 1964

Vasco da Gama
- Staatsmeisterschaft von Rio de Janeiro: 1970

San Lorenzo
- Primera División (Argentinien): 1968

Bangu
- International Soccer League: 1960